# Rhabdosargus haffara
Rhabdosargus haffara is een straalvinnige vissensoort uit de familie van zeebrasems (Sparidae). De wetenschappelijke naam van de soort is voor het eerst geldig gepubliceerd in 1775 door Forsskål.